# Gascó negre
El gascó negre, anomenat també gascó marítim o gascó landès i, sovint, parlar negre (parlar negue en occità gascó), és un subdialecte del gascó, el qual és part de la llengua occitana. Es caracteritza pel seu vocalisme, el qual ha centralitzat la /e/ i l'ha arrodonida, en un so que se sol transcriure [ø], si bé no se sol reflectir en l'ortografia.
Es parla a les Landes, de la conurbació de Baiona-Anglet-Biàrritz gairebé fins a Bordeus al llarg de tota la costa, i passant ben a prop però sense incloure les localitats més grans de Dacs i Lo Mont de Marsan.

## Sistema vocàlic
En el parlar negre, la vocal /e/ tònica de l'occità general (la qual procedia de Ĭ i Ē llatines) ha esdevengut més central i més arrodonida, mentre que la /e/ i la /a/ àtones es neutralitzen en [ə] en posició final. No obstant això, hi ha una àrea adjacent que només ha patit aquest segon canvi, fet que fa suposar que es va produir primer.
Així doncs, en el parlar negre tres es pronuncia tr[ø]s, mentre que en parlar clar es pronuncia tr[e]s; al seu torn, per causa de la neutralització en posició àtona, el parlar negre no distingeix el masculí del femení en mots com negue 'negre', i així pronuncia [nǿɣə] tant per al masculí com per al femení, mentre que el parlar clar distingeix entre [néɣe] (masculí) i [néɣɔ] (femení).
Aquest fenomen també es donà, històricament, en el bloc oriental del català, que neutralitzà /e/ i /a/ àtones en [ə] i centralitzà /e/ tònica en [ə], si bé la major part de dialectes del bloc han reestructurat el sistema resultant.

## Representacions socials
El terme 'parlar negre' prové de la idea d'aquells que no hi parlen que es tracta d'un parlar obscur i mal d'entendre. Per contraposició a aquest parlar existeix el terme parlar clar, que fa referència als parlars que no tenen aquesta característica. Es tracta, doncs, d'un concepte relatiu i creat pels individus que fan part del parlar clar. De fet, sembla que els mateixos parlants del gascó negre no són conscients de llur característica i poden desconèixer el terme si no són en contacte amb individus de parlar clar (per exemple, les localitats limítrofes). També és un terme desconegut entre els individus de parlar clar que no són en contacte amb individus de parlar negre.